# Pine Village
Pine Village é uma cidade  localizada no estado americano de Indiana, no Condado de Warren.

## Demografia
Segundo o censo americano de 2010, a sua população era de 217 habitantes.

## Geografia
De acordo com o United States Census Bureau tem uma área de 0,3 km², totalmente cobertos por terra. Pine Village localiza-se a aproximadamente 200 m acima do nível do mar.

## Localidades na vizinhança
O diagrama seguinte representa as localidades num raio de 20 km ao redor de Pine Village.